# Clidemia tepuiensis
Clidemia tepuiensis är en tvåhjärtbladig växtart som beskrevs av John Julius Wurdack. Clidemia tepuiensis ingår i släktet Clidemia och familjen Melastomataceae. Inga underarter finns listade i Catalogue of Life.